# Аколазія
Аколазія (грец. ακολασία — хтивість) — гріх надмірності, коли бажання не обмежуються розумом.
За Арістотелем (зустрічається у «Нікомаховій етиці»), поміркована людина уникає цієї вади, вдовольняючи свої бажання тільки до правильної міри.
Протилежна філософська категорія — софросюне.